# 15e Bureau politique du Parti communiste chinois

Le 15e Bureau politique du Parti communiste chinois est l'organe dirigeant principal du Parti communiste chinois, élu par le Comité central du Parti, lui-même élu par le 15e congrès national du Parti, en septembre 1997, le premier congrès après la mort de Deng Xiaoping, survenue sept mois plus tôt. Ce 15e Bureau politique est remplacé par le 16e Bureau politique en novembre 2002.

## Membres
Par ordre de préséance
1. Ding Guangen (丁关根)
2. Tian Jiyun (田纪云)
3. Zhu Rongji (朱镕基)
4. Jiang Zemin (江泽民)
5. Li Peng (李鹏)
6. Li Changchun (李长春)
7. Li Lanqing (李岚清)
8. Li Tieying (李铁映)
9. Li Ruihuan (李瑞环)
10. Wu Bangguo (吴邦国)
11. Wu Guanzheng (吴官正)
12. Chi Haotian (迟浩田)
13. Zhang Wannian (张万年)
14. Luo Gan (罗干)
15. Hu Jintao (胡锦涛)
16. Jiang Chunyun (姜春云)
17. Jia Qinglin (贾庆林)
18. Qian Qichen (钱其琛)
19. Huang Ju (黄菊)
20. Wei Jianxing (尉健行)
21. Wen Jiabao (温家宝)
22. Xie Fei (谢非)

### Autres membres
Par ordre de préséance
1. Zeng Qinghong (曾庆红)
2. Wu Yi (吴仪)

## Comité central
Par ordre de préséance
1. Jiang Zemin
2. Li Peng
3. Zhu Rongji
4. Li Ruihuan
5. Hu Jintao
6. Wei Jianxing
7. Li Lanqing

## Exclusion de Chen Xitong du PCC
Protégé de Deng Xiaoping, Chen Xitong, maire de Pékin, a été limogé sous l'accusation de corruption après le suicide d'un maire adjoint de Pékin. Arrêté en juillet 1995, il a été exclu du Parti communiste chinois en septembre 1997 par le XVe Congrès du parti, qui avait entériné la décision d’engager des poursuites judiciaires contre lui. Il a été condamné en 1998 à seize ans de prison.
En 2012, Chen se dit victime d'une purge politique et indique que la supposée corruption n'était qu'un prétexte. Sa chute s'expliquerait par son conflit politique avec le président d l’époque Jiang Zemin.